# Let Me Reintroduce Myself
《Let Me Reintroduce Myself》는 미국의 싱어송라이터 그웬 스테파니의 곡이다.  이 곡은 2020년 12월 7일 앨범의 리드 싱글로 발매되었다. 스테파니는 이 곡을 미투 운동과 코로나바이러스감염증-19 사태 속에서 행복감을 주는 음악을 만들고자 하는 영감을 받았다고 설명했다.
컨트리 음악과 캐롤 장르였던 최근 그녀가 발매한 음악들과 달리, "Let Me Reintroduce Myself"는 노 다웃과 함께했던 그녀의 초기작들으로부터 영감을 받은 활력넘치는 라틴풍의 레게, 스카, 팝 장르의 곡이다. 가사에서 그녀는 그녀의 2005년 싱글 "Hollaback Girl"을 언급하고 있다. 상업적으로, "Let Me Reintroduce Myself"는 어떤 메인 차트에도 진입하지 못했지만 빌보드 캐나다 디지털 송 세일즈 차트 등에 이름을 올렸다.